# Ово је најстрашнији дан у мом животу
Ово је најстрашнији дан у мом животу је позоришна представа коју је режирао Владан Ђурковић према истоименом делу Јасминке Петровић.
Премијерно приказивање било је 6. априла 2016. године у позоришту ДАДОВ.

## Радња
Комад прати причу и унутрашњи доживљај петнаестогодишњег дечака Страхиње кога муче разни проблеми везани за одрастање и надолазећу малу матуру.

## Улоге
| Лица | Глумци              |
| ---- | ------------------- |
|      | Вељко Кнежевић      |
|      | Ида Урошевић        |
|      | Вида Станић         |
|      | Никола Тодоровић    |
|      | Никола Станимировић |
|      | Леа Станковић       |
|      | Огњен Драговић      |
|      | Влада Папрић        |
|      | Марко Деспотовић    |
|      | Теодора Ракић       |
|      | Јелена Благојевић   |
|      | Теодора Трновановић |
|      | Софија Драгој       |
|      | Јелена Тадинац      |
|      | Катарина Илић       |
|      | Филип Тота          |
|      | Милан Васиљевић     |
|      | Ана Чоловић         |
|      | Биљана Петровић     |

## Галерија
- Алтернативни плакат представе
- Фотографија глумачке екипе
- Фотографија глумачке екипе
- Сценографија представе